# 亚历山大·伊万琴科夫
亚历山大·谢尔盖耶维奇·伊万琴科夫（俄语：Александр Сергеевич Иванченков，1940年9月28日—）是苏联宇航员，航天工程师。

## 生平
1940年生于伊萬捷耶夫卡。1964年毕业于莫斯科航空学院。毕业后在第一实验设计局工作，历任开发员、高级工程师。
1973年5月，32岁的伊万琴科夫入选阿波罗-联盟测试计划后备成员，开始接受训练。1974年12月，他是联盟16号飞船的后备乘员。1977年10月至1978年1月，是联盟25、联盟26和联盟27号的后备乘员。

## 太空任务
1978年6月15日，他与弗拉基米尔·科瓦廖诺克乘坐联盟29号飞船，前往礼炮6号执行第2次长期考察任务。他们累计在太空停留了139天。期间还见证了两位国际短期考察宇航员的到来：波兰人米罗斯瓦夫·赫尔曼谢夫斯基和东德人西格蒙德·雅恩。
1978年7月29日，他和科瓦廖诺克进行了一次太空行走任务，伊万琴科夫卸下了安置在礼炮6号外部的三个胶片盒，并交给科瓦廖诺克存放在转移舱中。然后，他更换了流星碎片收集器，并安装了辐射传感器。伊万琴科夫用相机拍摄了黑海，哈萨克斯坦和中国。加里宁格勒的飞行控制中心发送无线电消息，命令他们在完成任务后尽快返回舱内。但是科瓦廖诺克决定延迟20分钟进舱，以欣赏大堡礁和新西兰的景色。此次任务一共持续了2小时05分。
1982年6月24日，他参加了第一次“苏-法载人航天飞行”任务，乘坐联盟T-6前往礼炮7号执行短期考察。这次任务的试验研究员是法国人让-卢·克雷蒂安。有三次飞行经验的弗拉基米尔·贾尼别科夫充当飞船指令长。伊万琴科夫则是随航工程师。他们三人在太空停留了7天。

## 统计
| # | 发射载具 | 发射时间（UTC）       | 任务代号        | 着陆载具 | 着陆时间（UTC）       | 时长总计        | 舱外活动次数 | 舱外活动时长 |
| - | -------- | --------------------- | --------------- | -------- | --------------------- | --------------- | ------------ | ------------ |
| 1 | 联盟29号 | 1978年6月15日20时16分 | 礼炮6号-远征2   | 联盟31号 | 1978年11月2日11时04分 | 139天14小时47分 | 1            | 2小时05分    |
| 2 | 联盟T-6  | 1982年6月24日16时29分 | 礼炮7号短期任务 | 联盟T-6  | 1982年7月2日14时20分  | 7天21小时50分   | 0            | 0            |
|   |          |                       |                 |          |                       | 147天12小时37分 | 1            | 2小时05分    |

太空行走统计
| # | 日期（UTC）   | 同伴                  | 持续时长  |
| - | ------------- | --------------------- | --------- |
| 1 | 1978年7月29日 | 弗拉基米尔·科瓦廖诺克 | 2小时05分 |

## 荣誉
- 蘇聯英雄荣誉称号、金星奖章、列宁勋章（1978年11月2日、1982年7月2日）
- 苏联宇航员荣誉称号（1978年11月2日）
- 德意志民主共和国英雄、卡尔·马克思勋章（1978年）
- 拜科努尔荣誉市民（1978年）[6]
- 太空探索優異獎章（2011年4月12日）[7]
- 指挥官级法國榮譽軍團勳章（1982年）